# Paradaksha
Paradaksha är ett släkte av insekter. Paradaksha ingår i familjen Flatidae.
Kladogram enligt Catalogue of Life:
| Paradaksha | \| \| Paradaksha composita \| \| \| \| \| \| Paradaksha furtiva \| \| \| \| \| \| Paradaksha meeki \| \| \| \| |
|            | \| \| Paradaksha composita \| \| \| \| \| \| Paradaksha furtiva \| \| \| \| \| \| Paradaksha meeki \| \| \| \| |
|            | Paradaksha composita                                                                                           |
|            | |
|            | Paradaksha furtiva                                                                                             |
|            | |
|            | Paradaksha meeki                                                                                               |
|            | |